# Кам'яновугільне та металургійне товариство Ново-Павлівка

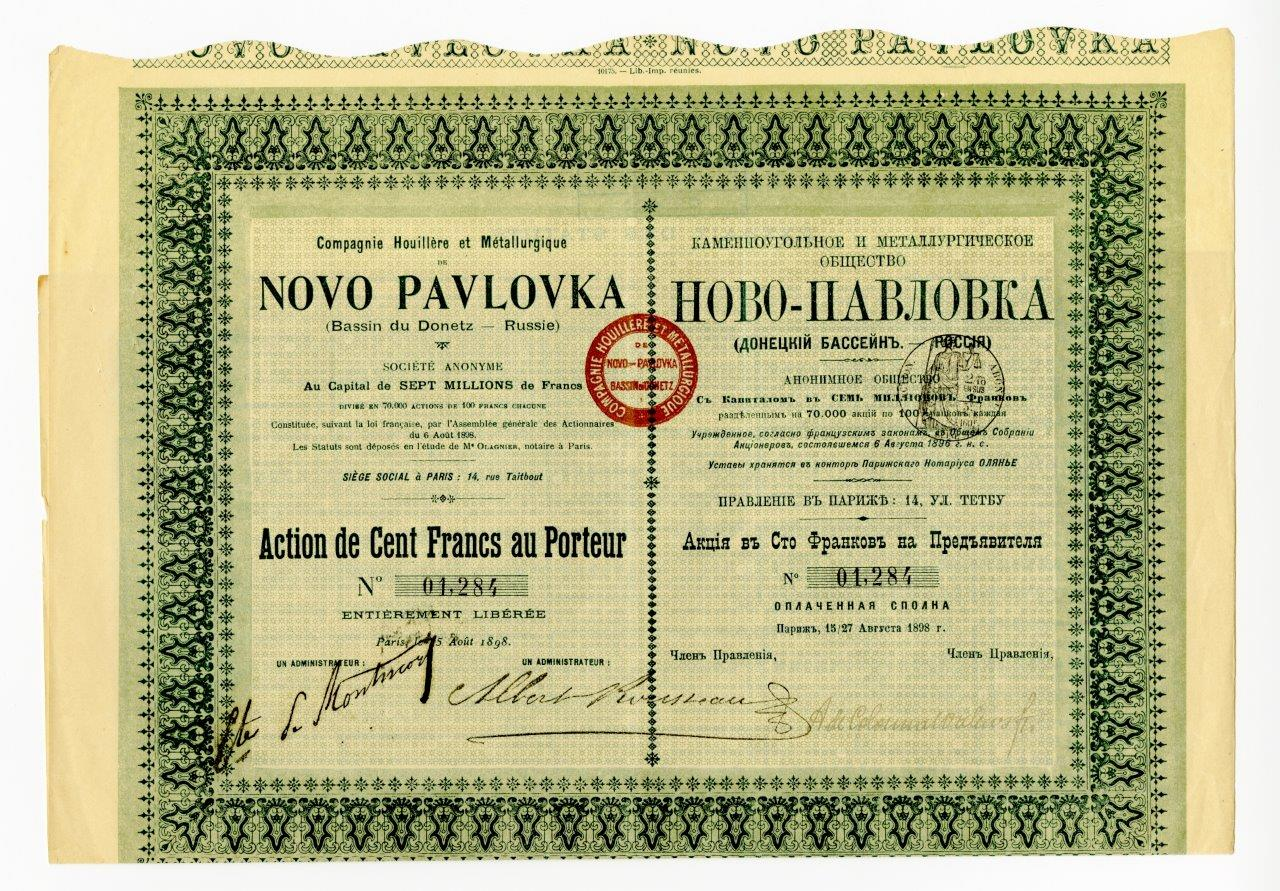
Акція у 100 франків на пред'явника кам'яновугільного металургійного товариства Ново-Павлівка (Донецький басейн) з основним капіталом 7 млн франків. Париж, 1898

Анонімне "Кам'яновугільне та Металургійне Товариство Ново-Павлівка (Донецький басейн — Росія) (рос. Каменноугольное и Металлургическое Общество Ново-Павловка (Донецкий бассейн.- Россия)) засноване в Парижі, там же мало Правління по вул. Тембу, 63 і капітал 7 млн. франків, отриманим від продажу 70 тис. акцій по 100 франків кожна.
Компанія, як випливає зі Статуту, заснована згідно з французькими законами на Загальних зборах акціонерів 6 серпня 1898. Умови діяльності компанії в Російській імперії Найвище затверджені 22 січня 1899.
До 1900 частка вугілля, видобутого на шахтах Донецького басейну, з повною чи частковою участю іноземного капіталу, до яких належало і Ново-Павлівське товариство, становила 76,2% від усього видобутку «чорного золота» в регіоні.